# Sara Tetro
Sara Tetro (Auckland, 11 aprile 1969) è una modella, attrice, conduttrice televisiva e imprenditrice neozelandese.
Diventò famosa in Nuova Zelanda grazie al fatto che possedeva da sola un'agenzia di moda, 62 Models Management, che da allora è diventata un'agenzia di fama internazionale.
È inoltre la presentatrice del reality show New Zealand's Next Top Model.
È sposata dal 2001 con l'ex rugbista neozelandese Craig Innes, già internazionale negli All Blacks negli anni novanta, con il quale ha due figlie.